# Трейсі Леттс
Трейсі Леттс (англ. Tracy Letts; нар. 4 липня 1965, Талса, Оклахома, США) — американський сценарист, драматург, актор. Є автором декількох книг, за якими написані сценарії для подальшої екранізації. Серед них — фільм Вільяма Фрідкіна «Кіллер Джо», який спочатку існував у вигляді театральної постановки.

## Біографія
У 2008 році отримав Пулітцерівську премію за п'єсу «Серпень: графство Осейдж». Проте вперше номінувався на премію в 2004 році, як автор «Людини з Небраски».
На творчість Трейсі Леттса надихнули твори Вільяма Фолкнера і Теннессі Вільямса. Після закінчення у 1980 році середньої школи Трейсі переїхав в Даллас, працював на телебаченні. Трохи згодом він переїхав до Чикаго, де влаштувався на роботу в клуб «The Famous Door» і театр «Steppenwolf Theatre Company». Там він пропрацював близько 11 років, проте до цих пір значиться членом «Steppenwolf Theatre Company».
У 90-х роках Трейсі Леттс стає засновником театру «Bang Bang Spontaneous». Виступаючи в театрі, часто з'являється в телевізійних проектах, серед яких багато серіалів. Один з найвідоміших — «Батьківщина». Також актора можна побачити у фільмі «Леді Бьорд».
Одружений з акторкою Керрі Кун, з якою познайомився під час гри в постановці на Бродвеї «Хто боїться Вірджинії Вульф?». За роль у цій постановці в 2013 році отримав премію Тоні як кращий виконавець головної чоловічої ролі.

## Фільмографія

### Сценарист
- 2006 — Глюки / Bug
- 2011 — Кілер Джо / Killer Joe
- 2013 — Серпень: Графство Осейдж / August: Osage County
- 2016 — Крістін / Christine

### Актор
- 2013—2014 — Батьківщина (телесеріал) / Homeland — Ендрю Локгарт
- 2016—2019 — Розлучення (телесеріал) / Divorce — Нік
- 2017 — Леді-Птаха / Lady Bird — Ларрі Макферсон
- 2019 — Аутсайдери / Ford v. Ferrari. — Генрі Форд II
- 2019 — Маленькі жінки / Little Women — містер Дешвуд
- 2025 — Дім динаміту / A House of Dynamite